# شوکت حجت
شوکت حجت (زاده ۲۷ فروردین ۱۳۴۵ در تهران) دوبلور، صداپیشه و مدیر دوبلاژ ایرانی است. او بیشتر در زمینه پویانمایی فعال است.

## زندگی
شوکت حجت دوبله را از سال ۱۳۶۳ به صورت حرفه‌ای شروع کرد. ایشان متأهل و دارای ۲ فرزند پسر و یک نوه است. ویژگی صدای وی، او را مناسب تیپ گویی (صحبت با صداهای مختلف) برای شخصیت‌های کارتونی و بچه‌های بازیگوش کرده‌است.

## نگارخانه

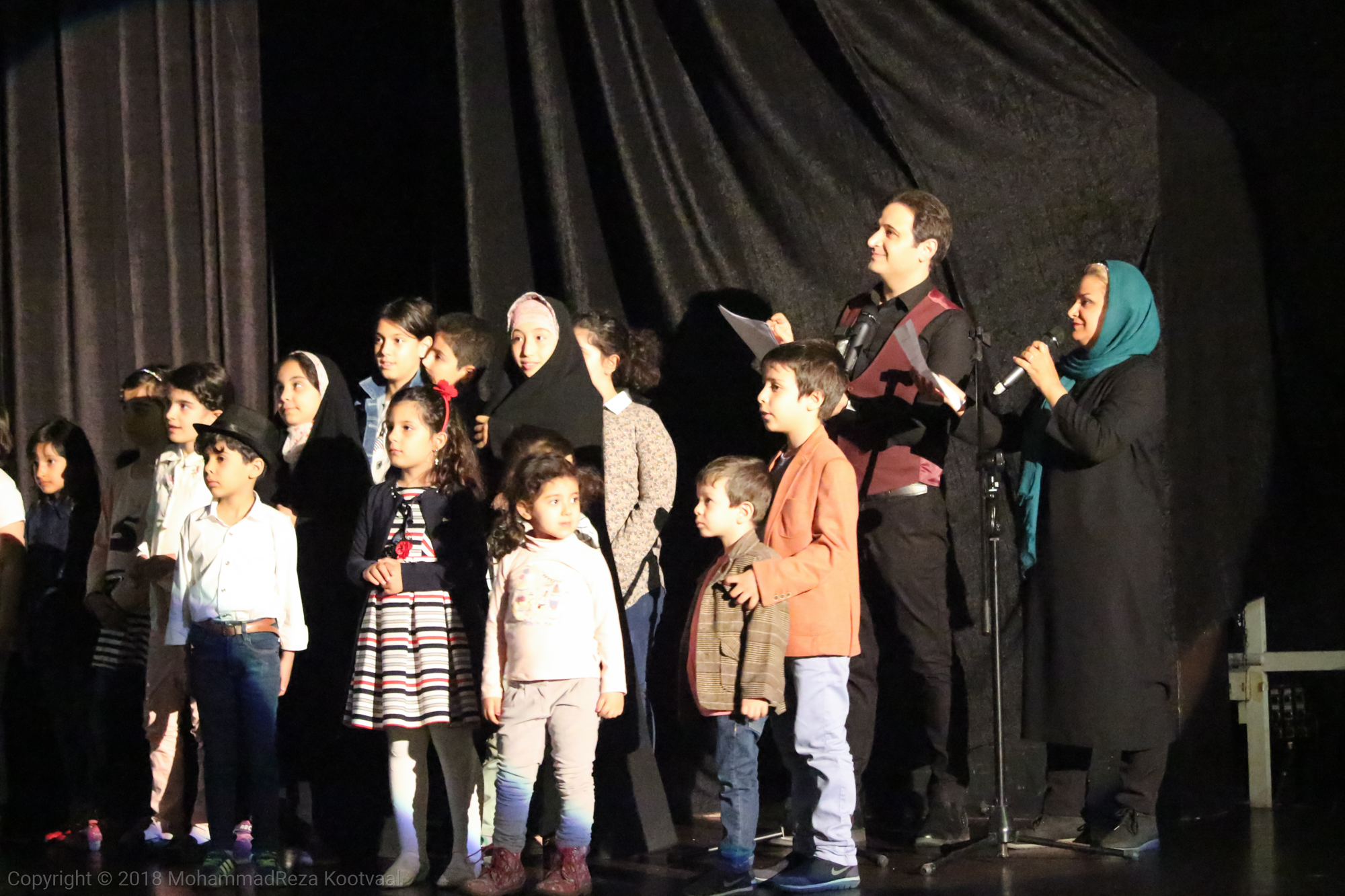

## برخی از آثار
- انیمیشن‌ها

| نام                              | نقش                        |
| -------------------------------- | -------------------------- |
| شنگول منگول                      |                            |
| پیتر پن                          | وندی دارلینگ               |
| مثل‌نامه                          | زاغو                       |
| پلاستوس                          | آدمک کچل که مداد پاک‌کن بود |
| کوچولوهای کنجکاو                 |                            |
| نیک و نیکو                       | سردسته گروه مورچه‌ها        |
| مشاهیر بزرگ جهان                 | راوی                       |
| سفرهای میتی‌کومان                 | سگارو                      |
| فوتبالیست‌ها                      | ایشی زاکی                  |
| دور دنیا در هشتاد روز            | تیکو                       |
| پسر کوهستان                      | پپرو                       |
| افسانه زورو                      | برنارد، زورو کوچک          |
| ماجراهای نیلز                    | نیلز                       |
| بچه‌های کوه تاراک                 | آلیس                       |
| کارآگاه گجت                      | پنی                        |
| کماندار نوجوان                   | نیچ                        |
| سپید دندان                       | دخترک صاحب سپید دندان      |
| ماجراهای هاکلبری فین             | کتی/ پسربچه سیاه‌پوست       |
| زنان کوچک                        | سالی                       |
| بهترین داستان‌های دنیا؛ آخرین برگ | دخترک بیمار                |
| هاچیپو                           | هاچیپو                     |
| شهر اشباح                        | چیهیرو                     |
| شکرستان                          | اسکندر/ سرپرست گویندگان    |
| مهارت‌های زندگی                   | دانا                       |

- فیلم‌ها

| نام                       | بازیگر     | نقش        |
| ------------------------- | ---------- | ---------- |
| کسپر                      | کسپر       |            |
| پسر کوسه‌ای و دختر گدازه‌ای | کایدن بوید | مکس        |
| بچه‌های جاسوس              | الکسا وگا  | کارمن کرتز |

- مجموعه‌تلویزیونی‌ها

| نام                  | نقش                |
| -------------------- | ------------------ |
| سال‌های دور از خانه   | تاکشی              |
| جزیره گریز           | نیپر               |
| قصه‌های جزیره         | فیلیکس کینگ، کودکی |
| محله گل و بلبل       | یاور/امید همه      |
| رؤیای فرمانروای بزرگ | سونگمان            |